# FC Kuusysi
Football Club Kuusysi – fiński klub piłkarski z siedzibą w mieście Lahti.

## Osiągnięcia
- Mistrz Finlandii (5): 1982, 1984, 1986, 1989, 1991
- Wicemistrz Finlandii (4): 1987, 1988, 1990, 1992
- Puchar Finlandii (2): 1983, 1987
- Puchar Lahti (7): 1983, 1984, 1987, 1989, 1991, 1993, 1994

## Historia
Klub Kuusysi założony został 24 kwietnia 1934 roku. W latach 80. i pierwszej połowie lat 90. klub należał do najsilniejszych w Finlandii. Gdy jednak sytuacja uległa pogorszeniu, w 1995 nastąpił spadek do II ligi. W 1996 Kuusysi połączył się z klubem Lahden Reipas tworząc nowy klub FC Lahti.

## Europejskie puchary
Legenda do wszystkich tabel:
- Q – runda eliminacyjna, 1/16, 1/8, 1/4, 1/2 – odpowiednia faza rozgrywek, Grupa – runda grupowa, 1r gr – pierwsza runda grupowa, 2r gr – druga runda grupowa, F – finał, R – runda, PO – play-off
- k. – rzuty karne, los. – losowanie, Dogr. – dogrywka, w. – zasada bramek strzelonych na wyjeździe

| Sezon   | Rozgrywki                 | Runda | Klub             | Dom | Wyjazd | Ogólnie    |
| ------- | ------------------------- | ----- | ---------------- | --- | ------ | ---------- |
| 1982/83 | Puchar Zdobywców Pucharów | 1R    | Galatasaray SK   | 1–2 | 1–1    | 2–3        |
| 1983/84 | Puchar Europy             | 1R    | Dinamo Bukareszt | 0–1 | 0–3    | 0–4        |
| 1984/85 | Puchar Zdobywców Pucharów | 1R    | Inter Bratysława | 1–2 | 0–0    | 1–2        |
| 1985/86 | Puchar Europy             | 1R    | FK Sarajevo      | 2–1 | 2–1    | 4–2        |
| 1985/86 | Puchar Europy             | 2R    | Zenit Leningrad  | 2–1 | 3–1    | 5–2        |
| 1985/86 | Puchar Europy             | 1/4   | Steaua Bukareszt | 0–0 | 0–1    | 0–1        |
| 1987/88 | Puchar Europy             | 1R    | Neuchâtel Xamax  | 0–5 | 1–2    | 1–7        |
| 1988/89 | Puchar Zdobywców Pucharów | 1R    | Dinamo Bukareszt | 0–3 | 0–3    | 0–6        |
| 1989/90 | Puchar UEFA               | 1R    | PSG              | 0–0 | 2–3    | 2–3        |
| 1990/91 | Puchar Europy             | 1R    | Swarovski Tirol  | 0–5 | 1–2    | 1–7        |
| 1991/92 | Puchar UEFA               | 1R    | Liverpool        | 1–6 | 1–0    | 2–6        |
| 1992/93 | Liga Mistrzów             | 1R    | Dinamo Bukareszt | 1–0 | 0–2    | 1–2, Dogr. |
| 1993/94 | Puchar UEFA               | 1R    | Waregem          | 4–0 | 2–1    | 6–1        |
| 1993/94 | Puchar UEFA               | 2R    | Brøndby IF       | 1–4 | 1–3    | 2–7        |